# Františka Plamínková
Františka Plamínková (Praag 5 februari 1875 – Kobylisy 30 juni 1942) was een Tsjechisch feministe, vrouwenkiesrechtactiviste, en politica.

## Biografie
Plamínková werd geboren op 5 februari 1875 in Praag. Praag was toentertijd een belangrijke stad in het keizerrijk Oostenrijk en onderdeel van het Oostenrijks-Hongaarse Rijk. Ze was de jongste van drie dochters van Františka Plamíneková-Krubernová en František Plamínek. Haar vader was een schoenmaker.
Opgeleid tot docente, raakte Plamínková betrokken bij het feminisme omdat leraren werden verboden te trouwen. Ze veranderde van carrière en werd journaliste, waarbij ze veel schreef over ongelijkheid tussen mannen en vrouwen. Tevens wilde ze een bijdrage leveren in de politiek om vrouwenrechten te verbeteren. Zo werd ze verkozen voor de Praagse gemeenteraad en voor de het nationale parlement van Tsjecho-Slowakije alwaar ze een zetel bemachtigde toen het Oostenrijks-Hongaarse rijk uit elkaar viel na de Eerste Wereldoorlog. Ze was vicevoorzitter van zowel de Internationale Vrouwenraad als van de Internationale Vrouwenkiesrechtalliantie en zij bezocht diverse internationale feministencongressen.
Door haar kritiek op de Nazi's en haar weigering om haar verzetsactiviteiten te staken is Plamínková gearresteerd door de Gestapo in 1942 na Operation Anthropoid, de aanslag op het leven van Reichsprotektor Reinhard Heydrich van het Protectoraat Bohemen en Moravië op 27 mei 1942. Ze is naar Theresienstadt gebracht alwaar ze een kort weerzien had met haar goede vriendin Milada Horáková, die eveneens was gearresteerd. Plamínková is op 30 juni 1942 op de militaire schietbaan van Kobylisy, toentertijd een zelfstandige gemeente en tegenwoordig een wijk van Praag, gefusilleerd. Františka Plamínková is 67 jaar oud geworden.